# Hrastje pri Grosupljem
'Hrastje pri Grosupljem – wieś w Słowenii, w gminie Grosuplje. 1 stycznia 2017 liczyła 111 mieszkańców.